# Эрнест снова в седле
«Эрнест снова в седле» (англ. Ernest Rides Again) — американский семейный комедийный фильм Джона Черри 1993 года с Джимом Варни в главной роли. Пятый фильм из серии фильмов об Эрнесте Уоррелле и последний имевший кинотеатральный прокат.

## Сюжет
Эрнест Уоррелл находит на строительной площадке некий старинный металлический предмет. Он показывает находку своему знакомому университетскому профессору доктору Эбнеру Мелону. Эбнер предполагает, что это может быть деталь от огромной пушки «Голиаф» времён Войны за независимость. Более того он придерживается теории о том, что Корона Британской империи была в своё время украдена и спрятана в этой пушке, а в Тауэре сейчас находится подделка.
Эрнест и Эбнер отправляются на строительную площадку на поиски «Голиафа». Сначала они находят ядро, а затем и саму пушку. Эрнест застревает внутри пушки, когда на место пребывает коллега Эбнера доктор Рэднор Гленклифф. Он коллекционирует древние артефакты и ради королевских ценностей готов убить Эрнеста и Эбнера. Друзьям удаётся освободиться, но завязывается долгая и мучительная погоня по сельской местности, во время которой Эрнест убегает от своих преследователей верхом на пушке. Об инциденте узнают британские власти и отправляют на место своих секретных агентов. Параллельно на поиски Эбнера отправляется его жена вместе с двумя подвернувшимися под руку продавцами пылесосов.
В критический момент, когда люди Гленклиффа стреляют в Эрнеста и Эбнера, Эрнест выстреливает в ответ по ним из пушки её содержимым. Эбнер впадает в прострацию, так как считает, что Эрнест уничтожил королевские драгоценности, которые должны были быть внутри пушки. В пушке же было заряжено ядро, а сами драгоценности оказались спрятаны в привязанному к ней пороховому бочонку. Эрнест примеряет корону британского монарха, однако затем не может её снять. Гленклифф отвозит Эрнеста в свой офис, чтобы снять там корону силой. Гленклиффа удаётся одолеть, а корону забирают британские агенты.

## В ролях
- Джим Варни — Эрнест Уоррелл
- Рон Джеймс — доктор Эбнер Мелон
- Том Батлер — доктор Рэднор Гленклифф
- Линда Кэш — Нэн Мелон
- Дюк Эмсбергер — Фрэнк
- Джеффри Пилларс — Джо

## Критика
На сайте Rotten Tomatoes рейтинг «свежести» фильма составляет 14 %, на Metacritic у фильма 28 баллов из 100. Было отмечено, что сюжет имеет мало смысла и лишь служит слабым предлогом для гэгов, а плохая актёрская игра исходит от всех кроме самого Джима Варни. Марк Савлов из The Austin Chronicle, смотревший фильм в пустом кинотеатре, отметил, что фильм не слишком ужасный, но вообще сам Эрнест «выглядит устаревшей аномалией из середины 1980-х».
Уже прошлый фильм плохо выступил в прокате и в Disney, которые занимались Эрнестом через Touchstone Pictures, отказались от этой франшизы. Пятый фильм создатели выпускали собственными силами и его ожидал полный кассовый провал. Фильм собрал в прокате лишь $1,4 млн. Об Эрнесте впоследствии вышло ещё четыре фильма, но выходили они уже сразу на видео.